# Ermesinde
Ermesinde er en by i det nordlige Portugal med 38.798(2011) indbyggere. Byen ligger i landets Nordregion, 12 kilometer nordøst for regionens hovedby Porto.